# Wringin Anom (Panarukan)
Wringin Anom is een bestuurslaag in het regentschap Situbondo van de provincie Oost-Java, Indonesië. Wringin Anom telt 7124 inwoners (volkstelling 2010).
Er is nog een suikerfabriek, en dat is een van de weinige waar nog smalspoor de velden in gaat. Tot ca. 2015 was er aansluiting op het netwerk van suikerfabriek Olean. 